# Péczely Ignác
Péczely Ignác (Monyorókerék, Vas vármegye, 1826. január 26. – Budapest, 1911. július 14.) orvosdoktor, az íriszdiagnosztika magyar feltalálója.

## Életpályája
Péczely Ignácz gazdatiszt és Karácson Terézia fiaként született. Szombathelyen járt iskolába, ahol kitűnt nagy emlékezőtehetségével, de szorgalmával már kevésbé: az órák alatt apró szobrocskák faragásával foglalatoskodott. 
1838-ban, tizenkét éves korában különös esemény történt vele, ami – akkor még nem sejthette – kihatott egész életére. Vadászat közben megsebesített egy baglyot, és amikor lehajolt érte, hogy felvegye a földről, a sebesült bagoly a karmait a kezébe mélyesztette. Péczely megpróbált szabadulni a madártól, de nem tudott, ezért haragjában és fájdalmában szabadon lévő kezével eltörte a bagoly lábát. Észrevette, hogy a bagoly lábának megfelelő oldalon lévő szeme bevérződött. Hazavitte és meggyógyította az állatot, de a bagoly szemében mindvégig megmaradt egy folt.
Az eset néhány évre feledésbe merült. Kitört az 1848-49-es szabadságharc, amibe az ifjú Péczely nagy lelkesedéssel vetette bele magát. A Sopron megyei önkéntesek vezetőjeként több ütközetben vett részt, majd honvéd lett. A nagyszombati csatában megsebesült, ahonnan édesanyja – dacolva a háborús veszélyekkel – hazavitte. A szabadságharc leverése után Kaposváron húzta meg magát, ahol azután sokféle módon próbálta biztosítani megélhetését: fényképészkedett, gimnáziumi rajztanári állást vállalt, földmérőként dolgozott. 1861-ben visszaköltözött szüleihez Egervárra, és ettől kezdve sorsa meglepő fordulatokat vett.
Péczely Ignácban kora ifjúságától gyógyító hajlamok rejtőzhettek, mert megpróbálkozott – laikusként – a korszak divatos, új gyógymódjával, a homeopátiával. Sógorától, Gulyás János kaposvári homeopata orvostól kapott gyógyszereket, azokat adta a rászorulóknak. Egy ízben a helybéli hajdút gyógyította ki valamilyen nyavalyából, olyan sikeresen, hogy a híre futótűzként terjedt el a vidéken. Ettől kezdve sereglettek hozzá az emberek, és „csodadoktor”-nak nevezték. Ekkor kereste fel őt Madách Imre is különböző betegségtüneteivel, és bár eleinte idegenkedett a különc gyógyítótól, később nagy bizalommal ragaszkodott hozzá. 
Péczely – talán némi túlzással – így emlékezett ezekre az időkre: „1862-ik év május elejétől okt. 2-ig, midőn a gyógyítástól Vasmegye főorvosa által eltiltattam, 10-12 ezer ember fordult meg nálam Egervárott.”
A praktizálástól tehát eltiltották, addigra azonban nagy tapasztalatra tett szert a szemdiagnosztikával kapcsolatban. Egyik páciensének a szemében ugyanis hasonló foltot fedezett fel, mint annak idején a bagoly szemében, és megtudta azt is, hogy a férfinak csonttörése volt. Ettől kezdve tudatosan vizsgálta a hozzá érkező betegek szemét. Arra a megállapításra jutott, hogy sérülések és betegségek hatására a szivárványhártyán maradandó elváltozások keletkeznek, így mind a meglévő, mind a kialakuló betegségek jeleit fel lehet fedezni. 
A tiltás arra ösztönözte, hogy orvosi diplomát szerezzen, ne nevezhessék őt sarlatánnak. Harminchat esztendős korában beiratkozott a pesti egyetemre, majd átment a bécsi egyetemre, itt kapott diplomát 1868-ban. Pesten telepedett le, és remélte, hogy új, íriszvizsgálati módszerével elnyerheti a szakmai körök bizalmát. Nem így történt: sem az akadémikus orvosok, sem a homeopata orvosok nem fogadták be köreikbe. Szakmai kudarcai késztették arra, hogy 1873-ban – vitairatként – megjelentesse „A szivárvány-hártyáról (Iris)” című könyvecskéjét.

### A népszerű gyógyító
Pesten magánrendelőt nyitott, ahol a homeopátiás gyógyítást íriszdiagnosztikai rendszerével egészítette ki, és elégedett páciensei szétvitték a hírét a fővárosban. Közben egyre tökéletesítette metódusát. Elkészítette „a szem térképét”, ahol az írisz egyes pontjaihoz testrészeket, belső szerveket rendelt hozzá. Elmélete szerint az írisz elváltozásai ezeken a pontokon a megfelelő szerv betegségeit jelezhetik. Megfigyeléseit a „Felfedezések a természet- s orvosi tudomány terén. Az idült betegségek. Utmutatás a szemekbőli kórisme tanulmányozásához” című – eredetileg hét füzetnyi terjedelműre tervezett – munkájában összegezte 1880-ban.
A könyvhöz két nagyméretű melléklet tartozott. Az egyik az írisz egyes részei s a megfelelő szerv közötti összefüggéseket tárta fel. A másik a szivárványhártya-elváltozások színes ábráit tartalmazta. Ez a könyv vált az íriszdiagnosztika (vagy ahogyan külföldön szívesebben nevezik: iridológia) alapművévé. Később még három füzetben ismertette a tüdővész és a tüdőhurut, a bujakór, valamint az ivarszerveket érintő egyéb fertőzések gyógyítási módszereit.
Nyolcvanöt éves korában bekövetkezett haláláig, 1911-ig Budapest egyik legismertebb (és leghírhedtebb) orvosa volt. Egyik lelkes kortársa így írt róla: „Kiolvasta ő a szemcsillag foltjaiból a betegnek minden baját, annak előzményeit, persze nagy része volt ebben a beteg autoszuggesztiójának is. Híre járt, hogy egész gyűjteménye van mankókból, melyeket a szerencsésen gyógyult betegek hagytak emlékül nála.” A Madách családnak háziorvosa lett. Madách Imre fiának, Aladárnak 1908-ban bekövetkezett halálakor még 82 évesen is részt vett a család életében. Kollégái nagy szakmai féltékenységgel és haraggal kísérték életútját. Közülük a legtöbben meg voltak győződve arról, hogy az íriszdiagnosztika tudománytalan, és alkalmatlan a helyes diagnózis felállítására. Egyéb vádakkal is illették. Almási Balogh Tihamér, az ismert homeopata orvos emlékiratában így írt Péczelyről, 1904-ben:
„Nem tartottam sokat a tudományáról, mert olyan ember benyomását tette rám, aki roppant volubilitással tud ugyan beszélni, de akiben nincs meg a reális alap. Csupa optimizmus, minden szigorú kritika nélkül. (…) Megvett egy rozoga egyemeletes házat a Zöldfa-utcában (a mostani belvárosi kaszárnya helyén), azt fényesen átalakíttatta, márványoszlopokkal feldíszítette s oda vonult vissza, mint valami augur, fogadva az odaözönlő népet, mely mindig fut a csudás után. Azt mondják, rengeteget keresett s keres még most is, mikor már jól túl van a hetvenen. Az utóbbi években azt is rebesgették róla, hogy olyan perverz irányt követett, mely éretté tette a – fegyházra. Igaz-e, nem tudom.” 
Ma már nem lehet tudni, miféle „perverz irány” lehetett a Péczely ellen felhozott vád – a 19. század végén 20. század elején divatossá váltak például bizonyos szexterápiás irányzatok, amik nagy megbotránkozást keltettek – talán ilyesmiről lehetett szó. Ma már nem lehet kideríteni, mennyi volt e mendemondák igazságtartalma. Annyi bizonyos, hogy ha a szakmai féltékenység emberi rosszakarattal társult, a legképtelenebb híresztelések is megszülethettek. A „Gyógyászat” című folyóiratban, 1911-ben halála alkalmából megjelent cikk is erre utal, de jóval enyhébben: „Már évtizedekkel Freud előtt kitalálta, hogy a legkülönfélébb testi-lelki bajok számára, különösen hysteriás nőknél a sexualis háttért kell keresni… Ily módon nem egyszer még házasságot is közvetített.” Ma ezt úgy mondanánk, hogy a testi tünetek mögött a lélekben gyökerező okot kereste, ezért is lehetett bizonyos esetekben sikeresebb azoknál a kollégáinál, akik a betegséget pusztán materialista szemszögből próbálták kezelni. Páciensei, laikus hívei a rajongás és nagyrabecsülés hangján nyilatkoztak róla. Sarkady István Hajnal-albuma, amely híres magyar emberek arcképét és életrajzát mutatta be és állította példaképül az olvasók elé, valóságos dicshimnuszt írt Péczelyről:
„Mi ismerjük az ő vas akaratát, határozott jellemét és roppant széles orvosi ismereteit, s hisszük, hogy lesz elég ereje megküzdeni a tolakodó hullámokkal, s felfedezésének tudományos alapját meg fogja tudni vetni az orvostudomány terén. Ezt az emberiség java követeli, melyért nemesebb és melegebb szív, becsületesebb és lángolóbb lélek nincs, mint az övé!”

### Anekdoták Péczelyről
Péczely Ignác romantikus alakjához hozzátartoztak az anekdoták. Ilyen volt már az íriszdiagnosztika módszerének szokatlan körülmények közötti feltalálása is tizenéves korában. Az az esemény, amikor felnőttként újra szembesült az írisz elváltozásának jelenségével, szintén tartalmazott csodás elemeket. Laikus homeopata „csodadoktor” korában, amikor özönlöttek hozzá a betegek, megmagyarázhatatlanul iszonyodott az emberek szemétől. Gyakran kénytelen volt hátat fordítani nekik, hogy a tekintetük ne találkozzon. (Talán ez a furcsa viselkedése is okozta, hogy „csodadoktor”-nak nevezték.) Amikor azonban egy úriember lépett a szobájába, mégsem tartotta illőnek, hogy háttal beszéljen hozzá, ezért szembe nézett vele. Delejes remegés futott végig a testén, de akkor eszébe jutott a bagoly tekintete, és ettől az analógiától megnyugodott. Iszonyodása elmúlt, sőt, újra felébredt az érdeklődése, hogy az írisz elváltozásait megfigyelje – ezúttal már az embereken.
A harmadik anekdota késő öregkorához és a Madách családhoz kötődik. Madách Aladár (Imre fia) „gyakran kereste fel Péczelit, aki azt jósolta neki, hogy januárban fog meghalni. Halála előtt két-három nappal keserű humorral jegyezte meg: No ugyan fel fog sülni Péczeli, ha én most meghalok.” Madách Aladár 1908. július 26-án halt meg.

### A módszer utóélete
Péczely rendszere iránt több érdeklődést tanúsítottak külföldön, mint itthon. 1887-ben „Iris” címmel folyóirat indult, amelyet Pongrátz Béla szerkesztett, de a folyóirat csak három számot ért meg. Egyetlen magyar orvos-követője ismert, Tarczy Zoltán (1847 – 1913) fővárosi és komáromi orvos. 
Balogh Károly, Madách Imre unokaöccse így írt emlékezéseiben, 1912-ben: „…a szemdiagnózis… nem csinált iskolát. Nem beszél most már a csodadoktorról senki.” Munkásságát külföldi tanítványai fejlesztették tovább, és nekik köszönhető az íriszdiagnosztika fennmaradása. A teljesség igénye nélkül megemlíthető néhány olyan egyéniség, akik nagy hatást gyakoroltak e módszer alakulására.
Még Péczely életében két olyan könyv jelent meg, amely a módszer külföldi népszerűségét megalapozta. Emil Schlegel szemorvos megfigyeléseivel kiegészítve jelent meg 1887-ben, Tübingenben a „Die Augendiagnose des Dr. Ignaz von Péczely” című munka. A külföldi szakirodalom a mai napig ezt tekinti alapműnek, és Péczely nevét is általában németesen („Ignaz von Péczely”-ként) idézik. 1893-ban Nils Liljequist (1851–1936) lelkész és homeopata orvos adta ki – részben saját kutatásai, részben Péczely nyomán megalkotott – szemdiagnosztikai művét Stockholmban. Liljequist elsősorban a kémiai anyagok, mérgek által okozott elváltozásokat figyelte az íriszen.
Német nyelvterületen az egyik legismertebb íriszdiagnoszta Emanuel Felke (1856–1926) evangélikus lelkész, természetgyógyász volt, aki a nyerskoszt-diétát, gimnasztikát és az agyagpakolások különböző formáit alkalmazta a gyógyításban.
Osztrák emigráns sebész orvos, Henry Edward Lane (Lahn) honosította meg az íriszdiagnosztikát az Egyesült Államokban. 1904-ben jelentette meg könyvét, amely szintén e módszer egyik alapműve. Tanítványai közül kiemelkedő szerep jutott Henry Lindlahrnak, később Bernard Jensennek.
1932-ben, a Zalai Közlöny április 14-ei számában olvashatjuk a következő rövid hírt: „Április végén vagy május elején egy bécsi tudományos egyesület kiküldöttei, neves természettudósok és orvosok érkeznek Keszthelyre, Péczely Lászlóhoz, a volt kiskomáromi földesúrhoz, akinek az ünnepelt a nagybátyja volt, s aki a megboldogult írásait, könyveit őrzi.” A program szerint a harmadik napon elutaznak majd Kiskomáromba, és ott megkoszorúzzák Péczely Ignác sírját. Másik unokaöccséről, Péczely Attiláról a Vásárhelyi Újságban jelent meg híradás 1936-ban. Ebben mint az „iris kutatók elnöke” úgy nyilatkozott, hogy nagybátyja érdemeit végre kezdi a világ elismerni, huszonöt évvel halála után.
Az íriszdiagnosztika Közép-Európából jutott el az egykori Szovjetunió területére, és nagy jelentőségre tett szert az ott élő népek (elsősorban az oroszok és ukránok) gyógyító gyakorlatában. Talán nem túlzás azt állítani, hogy az 1980-as évek végén – 1990-es évek elején az ő közvetítésükkel jutott vissza Magyarországra. A mai íriszdiagnoszták vagy iridológusok réslámpával, más néven iridoszkóppal vizsgálják a páciens szemeit. Ez akár százszoros nagyítást is lehetővé tesz. A vizsgálathoz oldalirányú, úgynevezett súroló fényt használnak, ez segíti a térlátást, a különböző mélységben elhelyezkedő elváltozások érzékelését.
Néhány orvostörténész megkérdőjelezte Péczely elsőségét az íriszdiagnosztika felfedezésében. Arra hivatkoztak, hogy már az ókori egyiptomi, indiai és kínai orvoslásban, Hippokratésznél és Philosztratosznál, a salernoi iskolában és az újkori orvosi irányzatok némelyikében is használták a szemből megállapítható diagnózis egyes elemeit. Bár a bizonyítékok szegényesek, kétségtelen, hogy az íriszdiagnosztikára is érvényes az ismert bibliai mondás: „Nincs új a nap alatt!” Vagyis a szem minden korszakban a gyógyítással kapcsolatos vizsgálódások tárgya volt (miként az arc, a bőr, a körmök stb.), és a gyógyítók éltek is az általa nyerhető lehetőségekkel.
A korszak másik ismert „csodadoktora”, Madva Ferenc, a rudnói pap is ragaszkodott ahhoz, hogy betege szemébe nézhessen, mielőtt megállapítja baját és orvosságát. Péczely volt azonban az első, aki következetes, logikus rendszert alkotott a megfigyelések alapján.

## Munkái
- A szivárványhártyáról. (Iris). Bpest, 1873. Táblarajzzal.
- Utmutatás a szemekbőli kórisme tanulmányozásához. Uo. 1880. Három képpel és a szövegben 3 ábrával. (Fölfedezések a természet- s orvosi tudomány terén. Az idült betegségek. 1 füzet).
- Utasitás a bujakór gyökeres gyógyítására és gyógyszereim mikénti használatára. Uo. 1883.
- A tüdővészről és ennek kikerülhetése végett utasitás a heveny és idült tüdőhurutok gyökeres gyógyítására. Uo. 1884.
- A fertőzés szomorú következményeinek kikerülhetése tekintetéből felvilágositás: az ivarszervek élettani állapotáról. Uo. 1885.
- Die Augendiagnose der Dr. Ignacz von Péczely nach eigenen Beobachtungen von Emil Schlegel. Tübingen, 1887. Hat fametszettel s egy színes táblarajzzal.
- Om ögondiagnosen och en rationel sjukdomsbehandling efter Dr. Ignacz Péczely, af N. Liljequist. Stockholm, 1893.